# Nocny motyl
Nocny motyl (cz. Noční motýl) – czeski czarno-biały film dramatyczny w reżyserii Františka Čápa, zrealizowany w 1941 w Protektoracie Czech i Moraw. Adaptacja opowiadania Vojtěcha Mixy „Staša”.

## Obsada
- Hana Vítová jako Marta Dekasová
- Svatopluk Beneš jako Rudolf Kala, porucznik gwardii królewskiej
- Gustav Nezval jako nadporucznik Varga
- Marie Glázrová jako Helena
- Adina Mandlová jako Anča alias Kiki
- Rudolf Hrušínský jako student Michal
- Jaroslav Marvan jako pracodawca Marty
- Elena Hálková jako pracodawczyni Marty
- Renée Lavecká jako Mášenka, córka pracodawców
- Marie Blažková jako gospodyni
- Eduard Kohout jako pan Leopold
- Anna Steimarová jako dama
- Čeněk Šlégl jako kierownik baru
- Anna Gabrielová jako latawica Soňa
- Elsa Vetešníková jako latawica
- Václav Pecián jako gość w barze
- Josef Oliak jako gość w barze
- Jan W. Speerger jako obsługa hotelowa
- Jiří Vondrovič jako ordynans
- Fráňa Vajner jako ogrodnik
- Josef Kotapiš jako oficer w pociągu
- Marie Holanová jako kwiaciarka
- Ada Karlovský jako kelner
- Lola Skrbková jako kasjerka na dworcu kolejowym
- Darja Hajská jako gość na przyjęciu

## Źródła
- Nocny motyl w bazie IMDb (ang.)
- Nocny motyl w bazie Filmweb
- Noční motýl w bazie Kinobox.cz (cz.)
- Noční motýl. w bazie ČSFD.cz. (cz.).
- Noční motýl. w bazie FDb.cz. (cz.).